# Васильевка (Тетюшский район)
Васильевка (тат. Васильевка) — деревня в Тетюшском районе Республики Татарстан России. Входит в состав Киртелинского сельского поселения.

## География
Деревня находится в юго-западной части Татарстана, в зоне хвойно-широколиственных лесов, в пределах восточной окраины Приволжской возвышенности, на левом берегу реки Киртелинки, к югу от автодороги 16К-1512, на расстоянии примерно 27 километров (по прямой) к юго-западу от города Тетюши, административного центра района. Абсолютная высота — 156 метров над уровнем моря.

### Климат
Климат характеризуются как умеренно континентальный, с умеренно холодной продолжительной зимой и относительно жарким летом. Среднегодовая температура воздуха составляет 2,9 °С. Средняя температура воздуха самого холодного месяца (января) — −13,5 °C (абсолютный минимум — −36 °C); самого тёплого месяца (июля) — 19,4 °C (абсолютный максимум — 44 °C). Безморозный период длится 136 дней. Среднегодовое количество атмосферных осадков составляет 486 мм, из которых около 326 мм выпадает в период с апреля по октябрь.

### Часовой пояс
Деревня Васильевка, как и весь Татарстан, находится в часовой зоне МСК (московское время). Смещение применяемого времени относительно UTC составляет +3:00.

## История
Основана в 1930-е годы.

## Население
Население деревни Васильевка в 2012 году составляло 25 человек.
| 1938 | 1949 | 1958 | 1970 | 1979 | 1989 | 2002 | 2012 |
| ---- | ---- | ---- | ---- | ---- | ---- | ---- | ---- |
| 141  | 288  | 166  | 140  | 88   | 57   | 29   | 25   |

### Национальный состав
Согласно результатам переписи 2002 года, в национальной структуре населения мордва составляла 100 %.